# Ⱚ
Cette page contient des caractères spéciaux ou non latins. S’ils s’affichent mal (▯, ?, etc.), consultez la page d’aide Unicode.
Thita ou fita (Ѳита, en cyrillique ; capitale Ⱚ, minuscule ⱚ) est la 39e lettre de l'alphabet glagolitique.

## Linguistique
La lettre sert à noter le phonème /f/.

## Historique
La lettre provient de la lettre thêta (θ) de l'alphabet grec. 
La lettre thita Ⱚ est d'ailleurs uniquement employée dans des noms d'origine grecque pour retranscrire le thêta.

## Représentation informatique
- Unicode :
  - Capitale Ⱚ : U+2C2A
  - Minuscule ⱚ : U+2C5A